# Maché
Maché település Franciaországban, Vendée megyében. Lakosainak száma 1754 fő (2022. január 1.). Maché Saint-Paul-Mont-Penit, Aizenay, Apremont, La Chapelle-Palluau és Saint-Christophe-du-Ligneron községekkel határos.

## Népesség
A település népességének változása:
| Lakosok száma | 1321 | 1422 | 1501 | 1545 | 1564 | 1589 | 1601 | 1678 | 1754 |
|               | 2013 | 2015 | 2016 | 2017 | 2018 | 2019 | 2020 | 2021 | 2022 |